# Johannes Gerhardus Rijk Acquoy

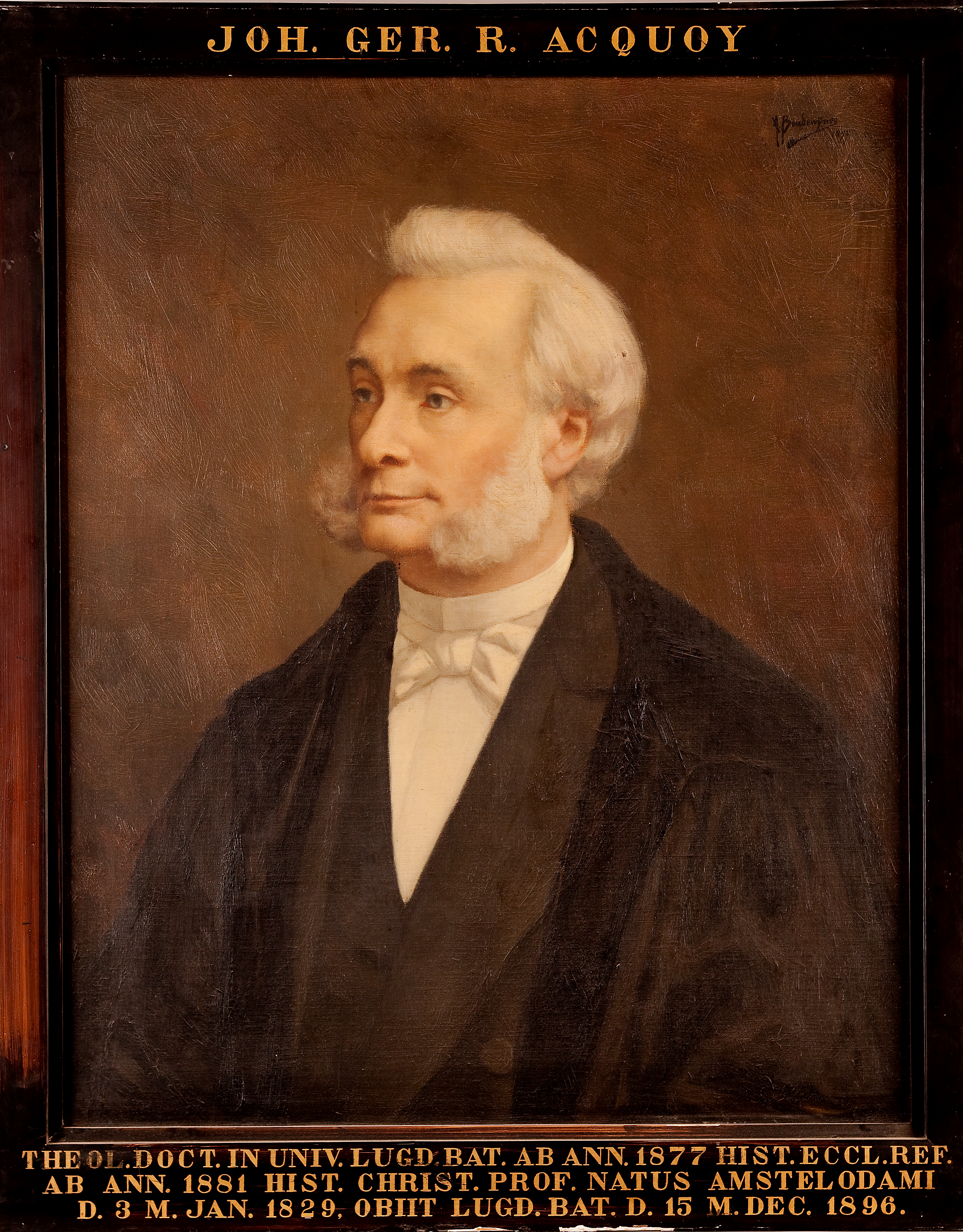

Johannes Gerhardus Rijk Acquoy (* 3. Januar 1829 in Amsterdam; † 15. Dezember 1896 in Leiden) war ein niederländischer reformierter Theologe.

## Leben
Johannes Gerhardus Rijk Acquoy war der Sohn des Schulleiters und Privatgelehrten Jacobus Acquoy und seiner Ehefrau Maria van den Berg. 1857 promovierte Johannes Gerhardus Rijk Acquoy in Leiden zum Dr. theol. und wurde Lehrer des Hebräischen am Gymnasium in Amsterdam. Seit 1858 war er Pfarrer der Niederländisch-reformierten Kirche (Hervormde Kerk) in Eerbeek. Ab 1881 lehrte er an der Universität Leiden. 1877 wurde er zum Mitglied der Königlich Niederländischen Akademie der Wissenschaften (KNAW) gewählt.

## Schriften (Auswahl)
- Herman de Ruyter. Naar uitgegeven en onuitgegeven authentieke documenten. ’s-Hertogenbosch 1870.
- Het klooster te Windesheim en zijn invloed. Utrecht 1875.
- Kerkgeschiedenis en Geschiedenis van het Christendom. Leiden 1882, OCLC 943871102.
- Middeleeuwsche geestelijke liederen en leisen. Met eene klavier-begeleiding naar den aard hunner tonen. ’s-Gravenhage 1888, OCLC 4369682.